# ماروین مایتی
ماروین مایتی (انگلیسی: Marvin Maietti؛ زادهٔ ۲ فوریهٔ ۱۹۹۳) بازیکن فوتبال اهل ایتالیا است.